# RPG Maker VX
RPG Maker VX是日本Enterbrain發行的RPG製作工具。
版本代號中「VX」是英文“VANGUARD EXPERIENCE”的縮寫。是PC系列中的第9作。
後續發售加強版RPG Maker VX Ace，是PC系列中的第10作。

## RPG Maker VX

### 概要
相對於前作RPG Maker XP，做成遊戲的介面（預設素材）接近於RPG Maker 2000。另外相對於前作，軟體的編輯功能更加人性化。而由於前作中捨棄了一些RPG Maker 2000系列的傳統指令，本作也重新加入這些傳統指令。
總之，RPG Maker VX在製作操作、風格上回歸到RPG Maker 2000系列。

### 與前作的差異
與前作RPG Maker XP相對比較後的差異有：
- 解析度調整至 544×416px 。可修改腳本至前作的640×480px（此為最大值）。
- 支援至60FPS。
- 項目列表背景有相間的顏色區分，方便觀看。
- 新增功能，允許截圖。前作也能夠截圖，但未直接開放。
- 新增「奔跑」功能，按住Shift鍵即可。
- 新增「圖像模糊」功能，但僅限於靜態圖片。
- 新增「快速設置事件」系統，使新手能直接設置寶箱、門等事件。
- 新增「快速設置迷宮」系統，能夠由電腦隨機產生地圖。
- 事件「對話」指令被大幅強化，並恢復「角色臉圖」功能（對話出現的人物形象）。
- 內建素材為二頭身比例。
- 遊戲預設字型為 Ume Gothic，並能自動加上陰影。
- 字型能透過新增Font資料夾後由腳本更換。
- 戰鬥部分使用與RPG Maker 2000一樣的正面視角回合戰鬥（Front View）。

### 系統需求
|          | 最低配置                            | 建議配置                             |
| -------- | ----------------------------------- | ------------------------------------ |
| 作業系統 | Microsoft Windows 2000 / XP / Vista | Microsoft Windows XP / Vista         |
| CPU      | Intel Pentium III 1.0 GHz 以上等級  | CPU Intel Pentium 4 2.0 GHz 以上等級 |
| 記憶體   | 256MB 以上的 RAM                    | 512MB以上的 RAM                      |
| 螢幕     | 1024x768以上                        | 1024x768以上                         |
| 硬碟     | 100MB 以上的剩餘空間                | 100MB 以上的剩餘空間                 |

認證序號時需要網路連線。

## RPG Maker VX Ace

### 概要
RPG Maker VX 推出後，Enterbrain製作了加強版的 RPG Maker VX Ace，日文版於2011年12月15日發售，國際版於2012年3月15日發售，Steam版於2012年12月10日發售。
後續版本為RPG Maker MV

### 與前作的差異
RPG Maker VX Ace 基本上是 RPG Maker VX 的加強版，改進的部分有：
- 使用RGSS3作為引擎，改進前作的RGSS2而來。
- 附帶紙娃娃系統的角色生成器。
- 取消地圖圖塊（Tilesets）的限制。
- 增加第三圖層，地圖可以於頂部堆疊更多圖塊。
- Ruby直譯器更新到1.9版（VX為1.8.3版），處理密集指令時速度有顯著提升。
- 改進地圖與事件的系統。
- 新增「區域ID」系統。
- 新增「列隊」系統。
- 新增「TP值」系統，能夠透過TP值來使用特殊技能。
- 新增「特性」系統，能在數據庫中設定。
- 新增「影片播放」功能，支援Ogg與Ogv格式。
- 新增「地圖特性」系統，能夠設定傷害地形和梯子等特性。
- 設置「陰影」變得更簡單。
- 支援DLL格式加強系統。
- 更改了預設視窗的顏色。
- 戰鬥背景與標題畫面由前景與背景組成，能更有彈性的設置。
- 標題畫面能夠添加文字、地圖能夠顯示名稱。
- 擴充預設素材的數量。

雖然 RPG Maker VX Ace 無法直接相容 RPG Maker VX 的檔案；但是透過更改副檔名，能夠向下相容地圖檔案。
在2012年12月10日，RPG Maker VX Ace在Steam平台上發布，該版本能夠在Steam工作坊上分享自己製作的遊戲與資源。
官方也提供DLC資源，但需額外購買。

### 體驗版
官方網站上有提供體驗版的 RPG Maker VX Ace Lite，可以免費試用30天，但使用上也有限制：如
- 開啟程式時，將會有提醒視窗以推銷購買。
- 事件中沒有呼叫腳本的功能。
- 無法編輯腳本，只能查看預設腳本。
- 能夠輸出遊戲，但不能加密。
- 數據庫最大數量有限制、每張地圖只能有10個事件、遊戲最多20張地圖。
- 預設素材的數量大幅減少。

另外也在日本釋出 RPG Maker VX Ace Lite NicoNico Edtion 的特殊體驗版，是由niconico動畫發布的特殊體驗版，特性有：
- 授權發布在 NICONICO JISAKU GAME FES 或非商業用途。
- 附帶niconico動畫的圖樣以及圖片資源。
- 無法使用影片撥放功能。

### 系統需求
|          | 最低配置                         | 建議配置                         |
| -------- | -------------------------------- | -------------------------------- |
| 作業系統 | Microsoft Windows XP/Vista/7/8   | Microsoft Windows XP/Vista/7/8   |
| CPU      | Intel Pentium 4 2.0 GHz 以上等級 | Intel Pentium 4 2.0 GHz 以上等級 |
| 記憶體   | 512MB 以上的 RAM                 | 512MB 以上的 RAM                 |
| 螢幕     | 1024x768 或更好的影片解析度      | 1024x768 或更好的影片解析度      |
| 硬碟     | 100MB 以上的剩餘空間             | 500MB 以上的剩餘空間             |

認證序號時需要網路連線。
RPG Maker VX Ace 的後繼版本為 RPG Maker MV，Steam版在2015年10月23日發售，日文版在2015年12月17日發售。

## 官方網站
- RPG Maker VX 官方網站
- RPG Maker VX Ace 官方網站
- Maker系列素材集 和（页面存档备份，存于）
- RPG Maker BLOG（页面存档备份，存于）